# Acer acinatum
Acer acinatum é uma espécie de árvore do gênero Acer, pertencente à família Aceraceae.